# 新沃斯克列謝尼夫卡
48°20′0″N 35°50′14″E / 48.33333°N 35.83722°E
新沃斯克列謝尼夫卡（烏克蘭語：Нововоскресенівка），是烏克蘭的村落，位於該國中部第聶伯羅彼得羅夫斯克州，由瓦西利基夫卡區負責管轄，分別距離卡捷琳尼夫卡3.5公里和沃斯克列謝尼夫卡4.5公里，2001年人口106。